# Liste der Naturdenkmale in Marbach am Neckar
| Naturdenkmale | Anzahl |
| ------------- | ------ |
| FND           | 24     |
| END           | 16     |
| Gesamt        | 40     |

Die Liste der Naturdenkmale in Marbach am Neckar nennt die verordneten Naturdenkmale (ND) der im baden-württembergischen Landkreis Ludwigsburg liegenden Stadt Marbach am Neckar. In Marbach am Neckar gibt es insgesamt 40 als Naturdenkmal geschützte Objekte, davon 24 flächenhafte Naturdenkmale (FND) und 16 Einzelgebilde-Naturdenkmale (END).
Stand: 30. Oktober 2016.

## Flächenhafte Naturdenkmale (FND)
| Name                                               | Bild | Kennung     | Einzelheiten | Position | Fläche Hektar | Datum        |
| -------------------------------------------------- | ---- | ----------- | --- | -------- | ------------- | ------------ |
| Auewald Fischerwert                                | BW   | 81180490010 | Marbach am Neckar Kleinflächiger, nach Süden spitz zulaufender Waldbestand aus Hybridpappeln, Eschen und Ahornen zwischen Neckar und Uferweg.                                                                           | ⊙        | 1,8           | 2. Apr. 1993 |
| Böschung mit Trockenmauer und Unterstand           |      | 81180490041 | Marbach am Neckar Westliche Böschung eines hohlwegartigen, kurzen und steilen Anstiegs zum Scherberg. | ⊙        | 0,0           | 2. Apr. 1993 |
| Bruchwald am Eichbach                              | BW   | 81180490032 | Marbach am Neckar Lichter Erlenwald am Eichbach. | ⊙        | 0,8           | 6. Juli 1988 |
| Doline am Eichbach                                 |      | 81180490031 | Marbach am Neckar Große Doline mit Ponor, in welchem der Eichbach verschwindet und unterirdisch weiterfließt. | ⊙        | 0,1           | 6. Juli 1988 |
| Ehemalige Steinbrüche und Hangwald im Eichgraben   | BW   | 81180490012 | Marbach am Neckar Zwei als Steinbrüche genutzte Felswände und ein bewaldeter Hang zum Eichgraben. | ⊙        | 1,8           | 6. Juli 1988 |
| Ehemaliger Steinbruch an der Ludwigsburger Straße  |      | 81180490036 | Marbach am Neckar Muschelkalksteinbruch, der bis in den Anfang des 20. Jahrhunderts betrieben wurde. Die westexponierte Felswand ist zwischen 10 und ca. 20 m hoch.                                                     | ⊙        | 1,5           | 6. Juli 1988 |
| Eichgraben mit Gehölzbestand                       | BW   | 81180490040 | Marbach am Neckar Ca. 200 m langer Abschnitt des Eichgrabens südlich der Dreibronnenstraße. | ⊙        | 0,4           | 2. Apr. 1993 |
| Feldgehölz, Quelle und Feuchtgebiet „Stadtäcker“   | BW   | 81180490017 | Marbach am Neckar Zwei Feldgehölze und eine Wiese im Gewann Löherlesgrund. | ⊙        | 2,5           | 6. Juli 1988 |
| Feldgehölze an der Poppenweiler Straße             | BW   | 81180490015 | Marbach am Neckar Gehölze beiderseits der Poppenweiler Straße mit Schwarzkiefern und Robinien. | ⊙        | 0,5           | 6. Juli 1988 |
| Feldgehölze und Feuchtgebiet „Neunbronnen“         | BW   | 81180490018 | Marbach am Neckar Komplex aus Wiesen, Hecken und zwei Wäldchen, der in den 1990er Jahren im Rahmen einer Biotopvernetzungsmaßnahme um zahlreiche Hecken, Steinriegel und Gehölze ergänzt wurde.                         | ⊙        | 4,3           | 6. Juli 1988 |
| Feuchtgebiet „Drei Brunnen“                        | BW   | 81180490016 | Marbach am Neckar Feuchtbiotopkomplex mit Schilfröhricht, Pappeln, Kopfweiden, Erlen und einem Tümpel im Nordosten. | ⊙        | 1,0           | 6. Juli 1988 |
| Feuchtgebiet „Langer Sumpf“                        | BW   | 81180490029 | Marbach am Neckar, Aspach Feuchtbiotop am Wüstenbach mit Traubenkirschen-Erlen-Eschenwald. | ⊙        | 0,5           | 6. Juli 1988 |
| Gehölzbestand „Bannmüller“                         | BW   | 81180490019 | Marbach am Neckar Dreiecksförmige Gehölzfläche zwischen der Bahnlinie nach Ludwigsburg und dem Abzweig der stillgelegten Bottwartalbahn.                                                                                | ⊙        | 0,5           | 6. Juli 1988 |
| Gehölzbestand und Felsen am Steinberg              | BW   | 81180490034 | Marbach am Neckar, Steinheim an der Murr Südexponierter, überwiegend bewaldeter Hang mit durchgehendem Felsband. | ⊙        | 2,0           | 6. Juli 1988 |
| Gehölzbestände in den Gewannen Berg und Steingrube | BW   | 81180490022 | Marbach am Neckar Gehölzbestand mit zwei ehemaligen Steinbrüchen. Im Süden schmaler Gehölzstreifen, im Norden waldartig.                                                                                                | ⊙        | 1,8           | 6. Juli 1988 |
| Geologischer Aufschluß und Gehölzbestand „Mäurich“ | BW   | 81180490020 | Marbach am Neckar ca. 15 m hohe Muschelkalkwand am Beginn der als Neckar-Jagst-Furche bezeichneten Verwerfung. | ⊙        | 0,1           | 6. Juli 1988 |
| Hecken am „Milzengäßle“                            | BW   | 81180490021 | Marbach am Neckar Wegbegleitende, von Schlehen (Prunus spinosa) dominierte Heckenbestände, teilweise an Hohlwegböschungen.                                                                                              | ⊙        | 0,7           | 6. Juli 1988 |
| Hecken und Feuchtgebiet am Scherberg               | BW   | 81180490023 | Marbach am Neckar Früher zeitweise zur Müllentsorgung genutzte, mit Gehölzen bewachsene Geländemulde. | ⊙        | 0,7           | 6. Juli 1988 |
| Hohlweg am Klotzberg                               | BW   | 81180490035 | Marbach am Neckar Auch Römerstraße genannter Hohlweg mit bis zu drei Meter hohen Böschungen auf Gemarkung Siegelhausen.                                                                                                 | ⊙        | 0,3           | 6. Juli 1988 |
| Hohlweg „Reutgäßle“                                | BW   | 81180490013 | Marbach am Neckar Ca. 400 m langer und 1,5 m tiefer, durch Mergelabbau entstandener Hohlweg. | ⊙        | 0,5           | 6. Juli 1988 |
| Hohlweg „Salzstraße“                               | BW   | 81180490033 | Marbach am Neckar Mit Obstbäumen gesäumter Abschnitt des historischen Verbindungswegs von Backnang nach Marbach. | ⊙        | 0,6           | 6. Juli 1988 |
| Hohlweg und Hecken am Silberberg                   | BW   | 81180490024 | Marbach am Neckar Ehemalige Mergelgrube, sogenannte Silberberghohle. | ⊙        | 0,1           | 6. Juli 1988 |
| Hohlwege zur „Lug“                                 |      | 81180490025 | Marbach am Neckar Murrer Weg, befestigter Hohlweg, ca. 220 m lang, 10–20 m breit und bis zu fünf Meter tief eingeschnitten sowie Steinheimer Weg, ca. 400 m lang, 25 m breit und bis zu vier Meter tief eingeschnitten. | ⊙        | 1,2           | 6. Juli 1988 |
| „Reutseele“                                        | BW   | 81180490014 | Marbach am Neckar Durch Mergelabbau entstandener Tümpel, der zeitweise zur Müllentsorgung genutzt wurde und 1982 wiederhergestellt wurde.                                                                               | ⊙        | 0,2           | 6. Juli 1988 |
| Legende für Naturdenkmal                           |      |             | |          |               |              |

## Einzelgebilde (END)
| Name                                      | Bild | Kennung     | Einzelheiten | Position | Fläche Hektar | Datum        |
| ----------------------------------------- | ---- | ----------- | --- | -------- | ------------- | ------------ |
| Geologischer Aufschluß Neckarschotter     | BW   | 81180490006 | Marbach am Neckar In eine Mauer in der Gasse Auf dem Felsen integrierter Aufschluss eines pleistozänen Konglomerates.                                                               | ⊙        | 0,0           | 6. Juli 1988 |
| 1 Bergahorn                               | BW   | 81180490001 | Marbach am Neckar Bergahorn (Acer pseudoplatanus) Hinter dem Gebäude Marktstraße 5.                                                                                                 | ⊙        | 0,0           | 6. Juli 1988 |
| 1 Eibe                                    | BW   | 81180490002 | Marbach am Neckar Stattliche Eibe (Taxus baccata) am König-Wilhelm-Platz mit einem Stammumfang von über 270 cm.                                                                     | ⊙        | 0,0           | 6. Juli 1988 |
| 1 Friedenseiche                           | BW   | 81180490027 | Marbach am Neckar Stieleiche (Quercus robur), die 1870/71 anlässlich der Beendigung des Deutsch-Französischen Krieges gepflanzt wurde.                                              | ⊙        | 0,0           | 6. Juli 1988 |
| 1 Krimlinde                               | BW   | 81180490005 | Marbach am Neckar Ende des 19. Jahrhunderts zusammen mit der benachbarten Silberlinde gepflanzte Krimlinde (Tilia euchlora) am Cottaplatz.                                          | ⊙        | 0,0           | 6. Juli 1988 |
| 1 Mostbirnbaum                            | BW   | 81180490008 | Marbach am Neckar Ca. 15 m hoher Birnbaum am Lauerbäumle. Das Pflanzjahr wird in den 1830er Jahren geschätzt.                                                                       | ⊙        | 0,0           | 6. Juli 1988 |
| 1 Mostbirnbaum                            | BW   | 81180490009 | Marbach am Neckar Über 10 m hoher Birnbaum hinter dem Gebäude Jenaweg 4. Relikt einer früheren Birnbaumreihe.                                                                       | ⊙        | 0,0           | 6. Juli 1988 |
| 1 Mostbirnbaum                            | BW   | 81180490038 | Marbach am Neckar Mostbirnbaum einer unbekannten Sorte. | ⊙        | 0,0           | 2. Apr. 1993 |
| 1 Mostbirnbaum                            | BW   | 81180490039 | Marbach am Neckar Einzeln stehender Birnbaum, ein Relik einer früher langen Birnbaumreihe.                                                                                          | ⊙        | 0,0           | 2. Apr. 1993 |
| 1 Silberlinde                             | BW   | 81180490004 | Marbach am Neckar Ende des 19. Jahrhunderts zusammen mit der benachbarten Krimlinde gepflanzte Silberlinde (Tilia tomentosa) am Cottaplatz.                                         | ⊙        | 0,0           | 6. Juli 1988 |
| 1 Stieleiche                              | BW   | 81180490003 | Marbach am Neckar Um 1850 gepflanzte Stieleiche (Quercus robur) an der Ludwigsburger Straße Ecke Wielandstraße.                                                                     | ⊙        | 0,0           | 6. Juli 1988 |
| 1 Winterlinde                             | BW   | 81180490028 | Marbach am Neckar Winterlinde (Tilia cordata), gepflanzt um 1900. | ⊙        | 0,0           | 6. Juli 1988 |
| 1 Winterlinde                             | BW   | 81180490030 | Marbach am Neckar Winterlinde (Tilia cordata) an der Triebstraße | ⊙        | 0,0           | 6. Juli 1988 |
| 2 Birnbäume, 1 Apfelbaum, Hinterbirkenhof | BW   | 81180490037 | Marbach am Neckar Gruppe aus drei stattlichen Obstbäumen im Gewann Drei Morgen auf der Gemarkung Rielingshausen.                                                                    | ⊙        | 0,0           | 2. Apr. 1993 |
| 2 Mostbirnbäume                           | BW   | 81180490007 | Marbach am Neckar Im Jahr 1908 gepflanzte Birnbäume mit 10 bzw. 13 m Höhe. Beim kleineren handelt es sich um eine Albrechtsbirne, beim größeren um eine Oberösterreicher Weinbirne. | ⊙        | 0,0           | 6. Juli 1988 |
| 2 Platanen                                | BW   | 81180490026 | Marbach am Neckar Zwei Mitte des 19. Jahrhunderts gepflanzte Bastard-Platanen (Platanus x hispanica).                                                                               | ⊙        | 0,0           | 6. Juli 1988 |
| Legende für Naturdenkmal                  |      |             | |          |               |              |